# Community Memory

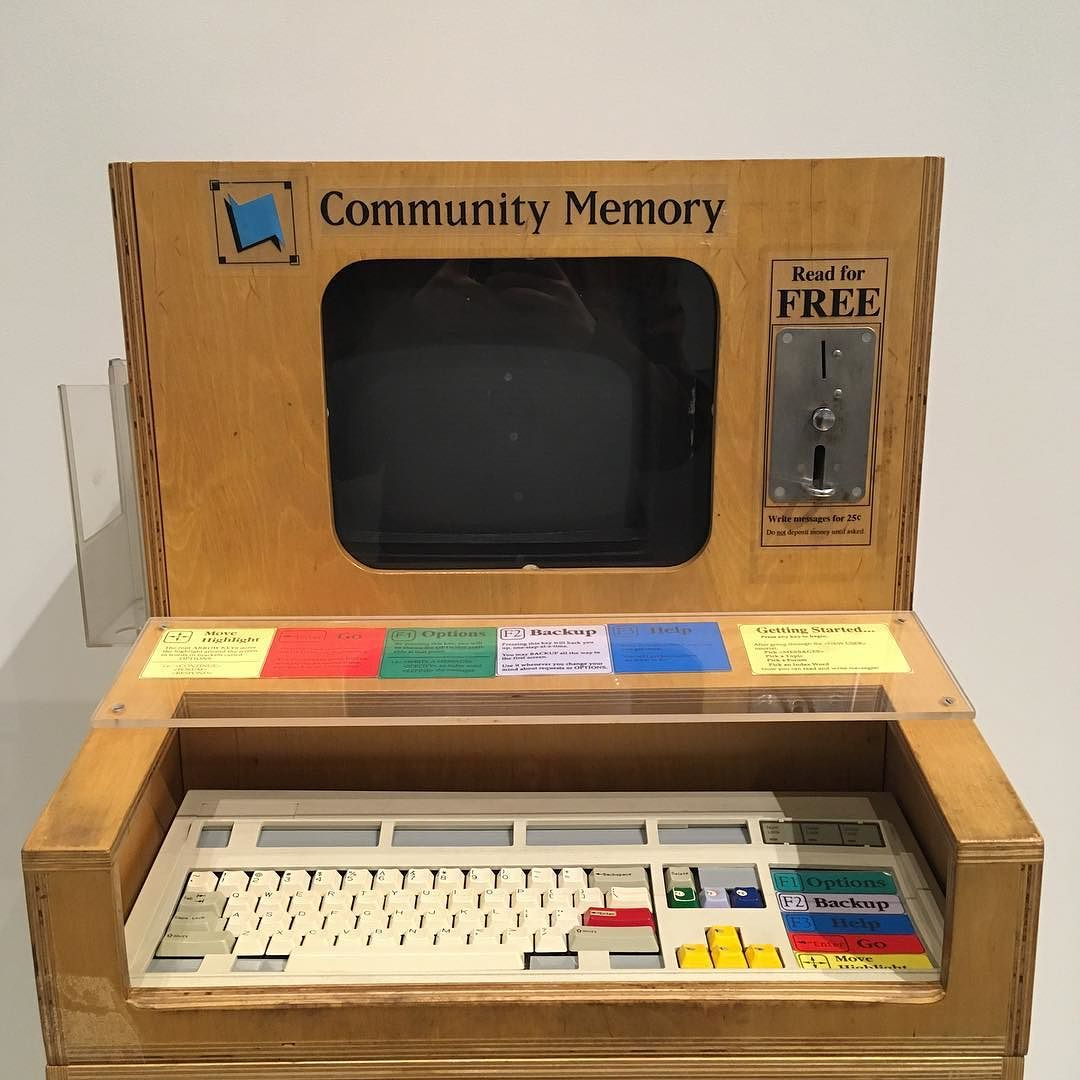
Un terminale di Community Memory

Community Memory («La memoria della comunità» in italiano) è stato il primo bulletin board system pubblico computerizzato. Fu creato e gestito da un'associazione di attivisti denominata Resource One con sede a San Francisco, in California.
Fondato nel 1973, utilizzava un sistema di time-sharing SDS 940 a San Francisco collegato tramite un collegamento da 110 baud a una telescrivente posizionata in un negozio di dischi nella vicina Berkeley per consentire agli utenti di inserire e recuperare i messaggi tramite computer.
Inizialmente fu concepita come una rete di condivisione d'informazioni e risorse che collegava un insieme variegato di organizzazioni (economiche, educative, sociali) della controcultura tra loro e con il vasto pubblico. In poco tempo Community Memory divenne un medium per le comunicazioni più disparate poiché forniva un accesso non mediato e bidirezionale alle basi di dati di messaggi attraverso terminali di computer liberamente accessibili. Gli utenti utilizzarono Community Memory come mezzo di comunicazione per scambiarsi messaggi sull'arte, la letteratura, il giornalismo, il commercio e per fare conversazione.

## Storia
Agli inizi degli anni 1970, generalmente gli utenti avevano accesso ai computer mediante una partizione di tempo, cioè usavano un terminale collegato a un computer che, di solito, si trovava in una stanza chiusa a chiave. In quel periodo si stava sviluppando un movimento di appassionati che, conoscendo le potenzialità dei computer, non tollerava che il loro utilizzo risiedesse nelle mani di pochi. Questo movimento fu particolarmente attivo nella Baia di San Francisco.
Nel 1970 Pamela Hardt-English, una scienziata alimentare ed esperta d'informatica, si unì a Project One, una comunità di lavoro e vita (a volte indicata come "comune tecnologica") ospitata in una ex fabbrica a più piani a San Francisco. Nel 1972 organizzò la consegna alla comune da parte della TransAmerica Corporation di un computer mainframe SDS 940 (dal valore commerciale di 120.000 dollari) dismesso, istituendo «Resource One». L'obiettivo di Resource One fu quello di collegare insieme i centri della controcultura di tutta la Bay Area con una rete pubblica di computer. «Resource One» era concepito come un «centro informatico popolare».
L'SDS 940 era programmato per gestire l'archiviazione e il recupero delle informazioni. Un team di progettazione, sviluppo e implementazione di Resource One lo impiegò per realizzare il primo bulletin board system pubblico basato su computer.
Community Memory fu creato da Ken Colstad, Mark Szpakowski, Lee Felsenstein e Efrem Lipkin. Questo gruppo di attivisti esperti d'informatica voleva creare un sistema semplice che potesse funzionare come mezzo di trasmissione di informazioni per la cittadinanza. In particolare, Felsenstein si occupò dell'hardware, Lipkin del software e Szpakowski dell'interfaccia utente e della gestione delle informazioni. Il software Community Memory è stato implementato come estensione del sistema di recupero delle informazioni sulle parole chiave ROGIRS scritto da Bart Berger e John M. Cooney a Resource One, che a sua volta è derivato dal MIRS (Meta Information Retrieval System) di Robert Shapiro. È stato scritto in QSPL e girava su un SDS 940.
Durante la prima fase (1973-1975) Community Memory funse da esperimento per vedere come le persone si sarebbero comportate nell'usare un computer per scambiarsi informazioni. A quel tempo poche persone usavano abitualmente un computer. Sulla brochure di presentazione si poteva leggere che «i canali di comunicazione forti, liberi e non gerarchici - sia tramite computer e modem, penna e inchiostro, telefono o faccia a faccia - sono la prima linea per reclamare e rivitalizzare le nostre comunità». I terminali vennero posizionati prevalentemente all'entrata di negozi e biblioteche. La prima città estera a collegarsi alla rete fu Vancouver (Canada) a partire dal luglio 1974, per opera di Andrew Clement.
Nel suo libro Hackers: Heroes of the Computer Revolution, Steven Levy ha descritto come i fondatori di Community Memory hanno avviato il progetto. Alcuni dei fondatori sono stati coinvolti nell'Homebrew Computer Club, un'organizzazione oggi ricordata per il suo significativo impatto nello sviluppo del personal computer.

## Funzionamento

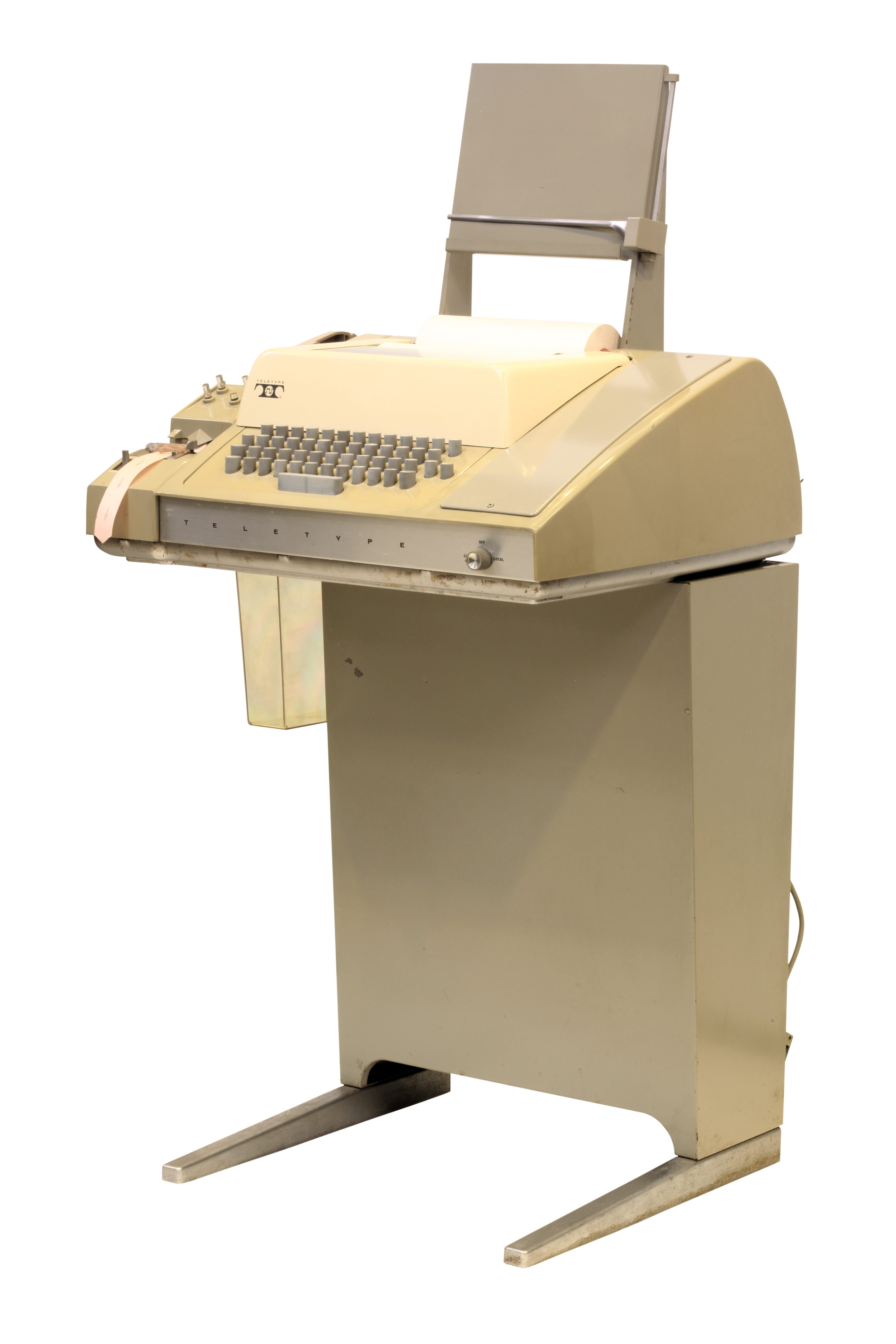
Una telescrivente «Model 33»

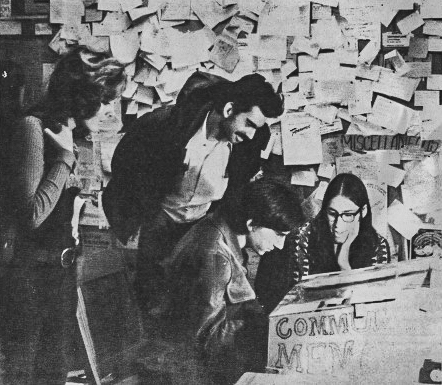
Il terminale di Community Memory nel negozio di dischi Leopold's (Berkeley, 1973).

Il primo terminale di Community Memory fu una telescrivente «Teletype Model 33» collegata al computer SDS 940 via telefono, utilizzando un modem  di 10 caratteri al secondo. Si trovava vicino all'ingresso di un negozio di dischi di Berkeley (Leopold's Records), posta accanto a una bacheca tradizionale. Spesso vicino alla bacheca c'era un incaricato che attirava le persone e proponeva loro di utilizzare il sistema. 

Poiché la macchina Teletype era rumorosa, il terminale era racchiuso in una scatola di cartone, con un piano di plastica trasparente in modo da lasciar vedere ciò che veniva stampato, e con fori per le mani per poter digitare i tasti. Fu la prima volta che persone inesperte ebbero l'opportunità di usare un computer.
Brevi e chiare istruzioni, poste sopra la tastiera, spiegavano all'utente come inviare un messaggio al mainframe, come allegare parole chiave per renderlo ricercabile e come cercare quelle parole chiave per trovare messaggi scritti da altri. Per utilizzare un terminale di Community Memory l'utente digitava il comando ADD, seguito dal testo dell'elemento e dalle parole chiave scelteo per fare in modo che il suo messaggio fosse indicizzato (e quindi trovato dagli altri utenti). Per ricercare un elemento, l'utente digitava il comando FIND seguito da una struttura logica di parole chiave collegate tra loro in base ai noti operatori booleani AND, OR o NOT. Per pubblicare un'opinione, gli utenti erano tenuti a pagare venticinque centesimi o un dollaro per avviare un nuovo forum. Era la forma di finanziamento principale adottata dai gestori del sistema.
Circa cinquanta ricerche e dieci nuovi messaggi venivano inviati, in media, ogni giorno. Tramite Community Memory un negozio di dischi riunì dei batteristi in cerca di chitarristi di musica fusion. Periodicamente la lista degli articoli aggiunti di recente o dei messaggi veniva stampata e lasciata in visione agli utenti. Alcuni utilizzarono  Community Memory per cercare persone (anche perfetti sconosciuti) per condividere un viaggio in automobile. Altri ancora organizzarono gruppi di studio, trovarono appassionati di scacchi da sfidare o diedero consigli sui ristoranti dove si mangia bene.
Ci furono anche persone che utilizzarono il mezzo per declamare le proprie poesie. Uno in particolare, che si fece chiamare Doctor Benway, può essere definito «la prima personalità della rete».
Gli utenti non erano tenuti a registrarsi per utilizzare Community Memory. Tutte le informazioni sul sistema erano generate da Resource One, quindi non c'era un'autorità centrale che stabilisse quali informazioni fossero disponibili nel sistema.
Nel 1974 emerse con evidenza che Community Memory aveva bisogno di sostituire il sistema SDS-940 (che aveva poca memoria ed era ingombrante e antieconomico) con una rete di minicomputer più moderni. Nel gennaio 1975 fu chiuso; lo staff lasciò Resource One ed iniziò a cercare risorse finanziarie per un nuovo progetto che avrebbe sviluppato il software di una versione replicabile e in rete di Community Memory.